# Province de Hà Nam
Hà Nam est une province de la région du delta du fleuve Rouge du Viêt Nam. 
Sa capitale est Phu Ly.

## Administration
La province de Hà Nam est composée d'une ville Phủ Lý et des districts suivants :
- Bình Lục
- Duy Tiên
- Kim Bảng
- Lý Nhân
- Thanh Liêm